# Mark Muñoz
Mark Muñoz (Yokosuka, 9 de fevereiro de 1978) é um ex-lutador filipino-americano de MMA, luta na divisão dos pesos médios do Ultimate Fighting Championship. Ele nasceu em uma Base Militar dos EUA em Yokosuka, no Japão, filho de pais filipinos. Aos dois anos de idade sua família se mudou e se estabeleceu na antiga cidade da Marinha dos Estados Unidos, Vallejo, na Califórnia.
O lutador é formado em Ciências da Saúde pela Oklahoma State University, onde entrou no Hall da Fama do wrestling universitário americano.
No dia 16 de maio de 2015, Mark Munoz pendurou as luvas, com um discurso emocionado após vencer o inglês Luke Barnatt:
| “ | "Filipinas, muito obrigado! Eu vou representá-los do fundo do coração. Desde criança, eu assistia desenhos animados e via os super-heróis, e tento reproduzir isso toda vez que entro no octógono. Eu represento as Filipinas, a minha família, os EUA e, com a minha campanha antibullying e outras coisas, tento ser um modelo para as crianças de hoje. Muito obrigado pelo apoio e pela confiança em mim. Sei que não consegui conquistar o que eu almejava dentro do octógono, mas eu investi muito do meu tempo em vidas e consegui mudar muitas vidas, impactando-as de uma maneira positiva e é por isso que estou aqui. Tenho uma história e quero conseguir ensinar as crianças e voltar aqui para as Filipinas para poder dar um pouco das minhas habilidades e do meu talento para vocês, podendo ajudar os filipinos no wrestling. Esse é o meu objetivo. E eu estou colocando as minhas luvas no centro do octógono, porque eu tenho tanto amor e admiração pelo esporte! Amo vocês!” - | ” |

## Cartel no MMA
| Cartel no MMA   |             |            |
| 20 lutas        | 14 vitórias | 6 derrotas |
| Por nocaute     | 6           | 3          |
| Por finalização | 1           | 2          |
| Por decisão     | 7           | 1          |

| Res.    | Cartel | Oponente       | Método                                  | Evento                             | Data       | Round | Tempo | Local                       | Notas                                                               |
| ------- | ------ | -------------- | --------------------------------------- | ---------------------------------- | ---------- | ----- | ----- | --------------------------- | ------------------------------------------------------------------- |
| Vitória | 14-6   | Luke Barnatt   | Decisão (unânime)                       | UFC Fight Night: Edgar vs. Faber   | 16/05/2015 | 3     | 5:00  | Manila                      | Última luta da carreira.                                            |
| Derrota | 13-6   | Roan Carneiro  | Finalização (mata leão)                 | UFC 184: Rousey vs. Zingano        | 28/02/2015 | 1     | 1:40  | Los Angeles, California     |                                                                     |
| Derrota | 13-5   | Gegard Mousasi | Finalização (mata leão)                 | UFC Fight Night: Muñoz vs. Mousasi | 31/05/2014 | 1     | 3:57  | Berlim                      |                                                                     |
| Derrota | 13-4   | Lyoto Machida  | Nocaute (chute na cabeça)               | UFC Fight Night: Machida vs. Muñoz | 26/10/2013 | 1     | 3:10  | Manchester                  |                                                                     |
| Vitória | 13-3   | Tim Boetsch    | Decisão (unânime)                       | UFC 162: Silva vs. Weidman         | 06/07/2013 | 3     | 5:00  | Las Vegas, Nevada           |                                                                     |
| Derrota | 12-3   | Chris Weidman  | Nocaute Técnico (cotovelada e socos)    | UFC on Fuel TV: Muñoz vs. Weidman  | 11/07/2012 | 2     | 1:37  | San Jose, California        |                                                                     |
| Vitória | 12-2   | Chris Leben    | Nocaute Técnico (interrupção do córner) | UFC 138: Leben vs. Muñoz           | 05/11/2011 | 2     | 5:00  | Birmingham                  | Primeira luta sem valer o cinturão com 5 rounds na história do UFC. |
| Vitória | 11-2   | Demian Maia    | Decisão (unânime)                       | UFC 131: Carwin vs. Dos santos     | 11/06/2011 | 3     | 5:00  | Vancouver, British Columbia |                                                                     |
| Vitória | 10-2   | C.B. Dollaway  | Nocaute (socos)                         | UFC Live: Sanchez vs. Kampmann     | 03/04/2011 | 1     | 0:54  | Louisville, Kentucky        |                                                                     |
| Vitória | 9-2    | Aaron Simpson  | Decisão (unânime)                       | UFC 123: Rampage vs. Machida       | 20/11/2010 | 3     | 5:00  | Auburn Hills, Michigan      |                                                                     |
| Derrota | 8–2    | Yushin Okami   | Decisão (dividida)                      | UFC Live: Jones vs. Matyushenko    | 01/08/2010 | 3     | 5:00  | San Diego, California       |                                                                     |
| Vitória | 8–1    | Kendall Grove  | Nocaute (socos)                         | UFC 112: Invincible                | 10/04/2010 | 2     | 2:50  | Abu Dhabi                   | Luta da Noite.                                                      |
| Vitória | 7–1    | Ryan Jensen    | Finalização (socos)                     | UFC 108: Evans vs. Silva           | 02/01/2010 | 1     | 2:30  | Las Vegas, Nevada           |                                                                     |
| Vitória | 6–1    | Nick Catone    | Decisão (dividida)                      | UFC 102: Couture vs. Nogueira      | 29/08/2009 | 3     | 5:00  | Portland, Oregon            | Estréia nos Médios.                                                 |
| Derrota | 5–1    | Matt Hamill    | Nocaute (chute na cabeça)               | UFC 96: Jackson vs. Jardine        | 07/03/2009 | 1     | 3:53  | Columbus, Ohio              | Estréia no UFC.                                                     |
| Vitória | 5–0    | Ricardo Barros | Nocaute (socos)                         | WEC 37: Torres vs. Tapia           | 13/11/2008 | 1     | 2:26  | Las Vegas, Nevada           |                                                                     |
| Vitória | 4–0    | Chuck Grigsby  | Nocaute Técnico (socos)                 | WEC 34: Faber vs. Pulver           | 01/06/2008 | 1     | 4:15  | Sacramento, California      | Estréia no WEC.                                                     |
| Vitória | 3–0    | Tony Rubalcava | Decisão (unânime)                       | PFC 4 - Project Complete           | 18/10/2007 | 3     | 3:00  | Lemoore, California         |                                                                     |
| Vitória | 2–0    | Mike Pierce    | Decisão (unânime)                       | GC 69 - Bad Intentions             | 22/09/2007 | 3     | 5:00  | Sacramento, California      |                                                                     |
| Vitória | 1–0    | Austin Achorn  | Nocaute Técnico (socos)                 | PFC 3 - Step Up                    | 19/07/2007 | 1     | 1:25  | Lemoore, California         |                                                                     |